# Cyclodictyon richardsii
Cyclodictyon richardsii là một loài rêu trong họ Pilotrichaceae. Loài này được F.D. Bowers & Magill mô tả khoa học đầu tiên năm 1975.